# Гражданское строительство
Гражда́нское строи́тельство — строительная отрасль, занимающаяся возведением зданий и сооружений гражданского назначения.

## Общие сведения
Гражданское строительство занимается созданием объектов гражданского назначения, включает такие объекты как мосты, шоссейные дороги, железные дороги и вокзалы, скоростные системы городского транспорта, тоннели, аэропорты, промышленные предприятия, жилые дома и административные здания, гостиницы, гаражи, монументы, плотины, причалы, каналы, водные пути, ирригационные системы, водоводы и установки для обработки воды, системы переработки мусора, промышленных и коммунальных сточных вод, берегоукрепительные сооружения, линии электропередачи и т. д.
Нужды гражданского строительства требуют проведения таких исследований, как изучение свойств применяемых материалов, особенностей местности, в том числе характеристик почв и различных гидравлических параметров. К области гражданского строительства примыкают такие дисциплины, как архитектура, ирригация, транспорт, почвоведение, геодезия, гидрология, а также технология строительства в различных условиях эксплуатации, включая сейсмоопасные зоны.
Объекты, возводимые в ходе гражданского строительства, могут быть капитальными и временными. К первым относятся все здания и сооружения, предусмотренные проектно-сметной документацией и являющиеся неотъемлемой частью строящегося комплекса. Временными считаются здания и сооружения, построенные на время проведения строительно-монтажных работ. Это могут быть временные подъездные дороги, бытовые помещения и другие объекты, предназначенные для создания необходимых условий строителям на весь период работы. По окончании строительства временные объекты подлежат демонтажу и убираются с территории.

## История возникновения
С давних времён, например, в Древнеримской империи или Доколумбомых цивилизациях, гражданское строительство является примером использования имеющихся передовых достижений общества. Его история неразрывно связана с развитием таких наук, как физика, математика, механика. На протяжении древней и средневековой истории проектирование и строительство преимущественно велось такими мастерами как каменщики или плотники, в силу своего опыта становившимися руководителями этого процесса. Знания сохранялись в профессиональных гильдиях и редко покидали их границы.
Один из самых ранних примеров научного подхода к физическим и математическим проблемам гражданского строительства, является труд Архимеда, написанный в III в. до н. э. Он включал и чисто научные сведения, например, расчёт плавучести, и практические решения, такие как Архимедов винт. Известен своим вкладом и Брахмагупта, индийский математик VII века нашей эры, разработавший способы расчёта сложных площадей и объёмов, а также некоторых тригонометрических функций, необходимых в проектировании.

## Современные направления гражданского строительства
В соответствии с Общероссийским классификатором стандартов, кроме гражданского строительства в целом, отдельно выделяют следующие виды работ:
- Земляные работы. Выемка грунта. Сооружение фундаментов. Подземные работы.
- Сооружение систем подачи воды.
- Сооружение канализационных систем.
- Сооружение мостов.
- Сооружение туннелей.
- Строительство дорог.
- Сооружение железных дорог.
- Сооружение канатных транспортных систем.
- Сооружение аэропортов.
- Сооружение водных путей, портов и дамб.
- Сооружение гидротехнических объектов.

## Составляющие теории гражданского строительства
- Инженерная геология
- Инженерная геодезия
- Архитектурная инженерия
- Структурная инженерия
- Строительная инженерия